# Piotr Zelazko
Piotr Zelazko, né le 19 juin 1976, à Lubsko en Pologne, est un prêtre catholique polonais et l'actuel vicaire patriarcal de la Communauté catholique hébraïque d'Israël au sein du Patriarcat latin de Jérusalem.

## Biographie
Piotr Zelazko a rejoint le séminaire des prêtres dans l'archidiocèse de Szczecin-Kamień en 1997. Après son ordination le 31 mai 2003, il est le chapelain de la cathédrale de Cammin à Kamień Pomorski. De 2004 à 2008, il a étudié à l'Institut biblique pontifical de Rome et en 2005 à l'Université hébraïque de Jérusalem. Après avoir poursuivi ses études de 2008 à 2012 au Studium Biblicum Franciscanum de Jérusalem, il obtient un doctorat en théologie.
De 2012 à 2014, il dirige, au sein de la Communauté catholique hébraïque d'Israël, la "paroisse Saint Siméon et Anne" de Jérusalem. Puis en 2014, il est désigné responsable de la paroisse Saint-Abraham à Beer-Sheva au centre d' Israël.
Le 2 juillet 2021, le patriarche Pierbattista Pizzaballa OFM le nomme Vicaire patriarcal de la Communauté catholique hébraïque d'Israël.